# USS Preble (DD-345)
USS Preble (DD-345/DM-20/AG-99) là một tàu khu trục lớp Clemson được Hải quân Hoa Kỳ chế tạo vào cuối Chiến tranh Thế giới thứ nhất. Nó là chiếc tàu chiến thứ tư của Hải quân Hoa Kỳ được đặt theo tên Thiếu tướng Hải quân Edward Preble (1761-1807), người tham gia cuộc Chiến tranh Barbary thứ nhất. Được cải biến thành một tàu rải mìn hạng nhẹ và xếp lại lớp với ký hiệu lườn DM-20, Preble đã tiếp tục phục vụ trong Chiến tranh Thế giới thứ hai cho đến khi xung đột kết thúc. Nó ngừng hoạt động năm 1945 và bị bán để tháo dỡ năm 1946.

## Thiết kế và chế tạo
Preble được đặt lườn vào ngày 12 tháng 4 năm 1919 tại xưởng tàu của hãng Bath Iron Works ở Bath, Maine. Nó được hạ thủy vào ngày 8 tháng 3 năm 1920, được đỡ đầu bởi cô Sallie MacIntosh Tucker; và được đưa ra hoạt động vào ngày 19 tháng 3 năm 1920 dưới quyền chỉ huy của Hạm trưởng, Trung tá Hải quân H. A. Baldridge.

## Lịch sử hoạt động

### Giữa hai cuộc thế chiến
Sau khi chạy thử máy tại vùng biển Cuba, Preble được phân một nhiệm vụ đặc biệt tại vùng biển Mexico, và đã đi đến ngoài khơi Vera Cruz vào ngày 13 tháng 6. Trong những tuần lễ tiếp theo sau, nó thực hiện ba chuyến đi đến Galveston, Texas vận chuyển hàng tiếp liệu y tế đến Mexico, bao gồm huyết thanh để chữa trị dịch hạch bùng phát tại đây. Đến tháng 8, nó quay trở về để gia nhập Hạm đội Đại Tây Dương cho các cuộc thực hành tại vùng bờ Đông và vùng biển Caribe. Vào tháng 1 năm 1921, các hạm đội Đại Tây Dương và Thái Bình Dương hội quân ngoài khơi vùng kênh đào Panama cho một cuộc tập trận phối hợp, và sau đó tách ra để Hạm đội Đại Tây Dương quay trở về vùng biển Caribe vào ngày 23 tháng 2.
Preble khởi hành từ Newport, Rhode Island vào ngày 20 tháng 6 năm 1922 để gia nhập Trạm Á Châu, đi ngang qua kênh đào Suez cùng các tàu chiến của Hải đội Khu trục 15. Nó đi đến Yên Đài, Trung Quốc vào ngày 26 tháng 8, và trong bảy năm tiếp theo đã tuần tra tại vùng biển Viễn Đông trải rộng từ Mãn Châu đến Miến Điện, vùng biển Nhật Bản cũng như tại Philippines, Đông Ấn thuộc Hà Lan và quần đảo Mariana. Vào tháng 9 năm 1923, nó đã trợ giúp nạn nhân trong thảm họa trận động đất Kantō tại Nhật Bản. Từ ngày 12 tháng 6 đến ngày 2 tháng 7 năm 1924, nó đã có mặt tại Rangoon, Miến Điện và Calcutta, Ấn Độ, vận chuyển xăng và dầu nhớt tiếp liệu cho chuyến bay vòng quanh thế giới của máy bay Lục quân Hoa Kỳ. Đến năm 1927, nó được phân nhiệm vụ tuần tra tại Trung Quốc vào lúc diễn ra cuộc Nội chiến tại đây, bảo vệ cho người tị nạn Hoa Kỳ và nước ngoài cũng như hộ tống các tàu buôn nước ngoài trên sông Dương Tử và sông Hoàng Phố. Nhiều lần các bên tham chiến Trung Quốc đã bắn vào nó, nhưng không gây thương vong.
Preble khởi hành từ Thanh Đảo, Trung Quốc vào ngày 12 tháng 7 năm 1929 và về đến San Diego, California vào ngày 17 tháng 8. Trong nhiều năm nó đặt căn cứ tại San Diego, di chuyển dọc theo vùng bờ Tây Hoa Kỳ cũng như hoạt động tại vùng biển Mexico và Caribe. Trong giai đoạn này, chiếc tàu khu trục là một trong ba chiếc tham gia vào việc quay một bộ phim của hãng RKO-Pathé Pictures vào năm 1931, Suicide Fleet, nói về hoạt động của tàu khu trục trong Thế Chiến I. Con tàu được phân về Hải đội Khu trục Dự bị Luân phiên 20 tại Xưởng hải quân Mare Island vào ngày 24 tháng 9 năm 1932. Đến tháng 5 năm 1934, nó tham gia cuộc tập trận Vấn đề Hạm đội XV ngoài khơi vùng kênh đào Panama và vùng biển Cuba trước khi quay trở lại khu vực Thái Bình Dương. Nó tham gia các cuộc tập trận Vấn đề Hạm đội XVI và XVIII tổ chức tại khu vực quần đảo Hawaii từ tháng 5 đến tháng 6 năm 1935 và từ tháng 4 đến tháng 5 năm 1937 tương ứng.
Vào ngày 19 tháng 5 năm 1937, Preble được điều động từ Lực lượng Khu trục Hạm đội Chiến trận sang Lực lượng rải mìn. Được cải biến thành một tàu rải mìn hạng nhẹ, nó được xếp lại lớp với ký hiệu lườn DM-20 vào ngày 30 tháng 6 năm 1937, và đã khởi hành từ Trân Châu Cảng vào ngày 20 tháng 9 cho các hoạt động huấn luyện rải mìn tại vùng bờ Tây, quay trở lại Hawaii vào tháng 12. Nó tiếp tục ở lại khu vực Hawaii cho đến khi Chiến tranh Thế giới thứ hai nổ ra, tham gia các cuộc thực tập rải mìn và cơ động hạm đội thường lệ.

### Thế Chiến II
Khi máy bay từ tàu sân bay Hải quân Đế quốc Nhật Bản bất ngờ tấn công Trân Châu Cảng vào ngày 7 tháng 12 năm 1941, Preble đang được đại tu tại Trân Châu Cảng, và không thể khởi hành. Do vũ khí và đạn dược trên chiếc tàu rải mìn không sẵn có, một số lớn thủy thủ của nó đã sang trợ giúp cho thiết giáp hạm Pennsylvania (BB-38), giúp chuyển đạn dược, chữa cháy và chăm sóc người bị thương. Nó hoàn tất việc đại tu vào ngày 30 tháng 1 năm 1942, bắt đầu tham gia các cuộc tuần tra ngoài khơi các lối tiếp cận Hawaii. Nó rời Trân Châu Cảng vào ngày 1 tháng 4 cùng các đơn vị thuộc Đội rải mìn 1 để rải một bãi mìn lớn tại French Frigate Shoals, cách 500 dặm (800 km) về phía Tây Bắc Oahu. Đến tháng 7, nó giúp vào việc rải một bãi mìn phòng thủ chung quanh căn cứ tại Kodiak, Alaska, trước khi quay trở về Trân Châu Cảng ngang qua Seattle, Washington để đại tu, rồi tiếp tục hoạt động tuần tra. Vào ngày 6 tháng 12, nó rời Trân Châu Cảng để đi quần đảo Fiji và Nouméa, New Caledonia, tham gia nhiệm vụ hộ tống tại khu vực quần đảo New Hebrides trong tháng 1 năm 1943.
Trong đêm 31 tháng 1, Tracy (DM-19), Montgomery (DM-17) và Preble đã rải mìn tại cửa sông Tenambo, Guadalcanal để ngăn cản việc triệt thoái binh lính đối phương. Trong hai tháng tiếp theo, nó làm nhiệm vụ hộ tống vận tải đến các quần đảo New Hebrides và Russell. Trong đêm 6 tháng 5, nó cùng các tàu rải mìn Gamble (DM-15) và Breese (DM-18) và tàu khu trục Radford (DD-446) đã rải mìn tại eo biển giữa các đảo Gizo và Wanawana trong khu vực quần đảo Solomon. Trong đêm 7-8 tháng 5, các quả mìn này đã đánh chìm một tàu khu trục Nhật Bản và làm hư hại hai chiếc khác vốn bị đánh đắm trong ngày hôm sau bởi các máy bay ném bom-ngư lôi xuất phát từ Guadalcanal.
Vào ngày 24 tháng 5, Preble đã cứu vớt 85 người sống sót từ chiếc SS Stanvac Manila bị trúng ngư lôi. Đến đêm 28 tháng 6, Breese, Gamble và Preble đã rải mìn tại vùng biển gần đảo Shortland căn cản các đơn vị hạm đội Nhật đóng tại đây can thiệp vào hoạt động đổ bộ lên đảo Rendova thuộc nhóm quần đảo New Georgia, vốn được tiến hành lúc bình mình. Trong tháng 7 và tháng 8, nó lại phục vụ như một tàu hộ tống vận tải. Đến ngày 9 tháng 9, nó rời Nouméa để đi San Francisco.
Sau khi được đại tu, rồi hộ tống một đoàn tàu vận tải đi đến Trân Châu Cảng, Preble đi đến Majuro thuộc quần đảo Marshall vào ngày 3 tháng 2 năm 1944, nơi nó phục vụ như tàu hộ tống chống tàu ngầm và rải mìn, trước khi quay về Trân Châu Cảng. Nó sau đó hộ tống ba đoàn tàu đi từ Trân Châu Cảng đến các cảng tại khu vực Marshall. Sau các hoạt động huấn luyện rải mìn, nó rời vịnh Purvis, đảo Florida vào ngày 6 tháng 9 cùng các đơn vị quét mìn thuộc Đội đặc nhiệm 32.5 dưới quyền Chuẩn đô đốc Jesse B. Oldendorf, đi đến ngoài khơi và sáng sớm ngày 12 tháng 9. Trong khi các tàu hỗ trợ hỏa lực tiến hành bắn phá bờ biển, nó được cho tách ra và phái đi trinh sát các bãi đá ngầm giữa các đảo Anguar và Peleliu, nơi nghi ngờ đối phương có thể rải mìn dò âm. Sang ngày hôm sau, nó giúp cứu vớt những người sống sót từ chiếc Perry (DMS-17), sau khi chiếc này trúng phải một quả mìn. Nó tiếp tục thực hiện những vai trò hộ tống và rải mìn sau đó.
Preble đi đến Manus thuộc quần đảo Admiralty vào ngày 1 tháng 10, nơi nó gia nhập lực lượng quét mìn thuộc Đội đặc nhiệm 77.5, và đi đến ngoài khơi lối tiếp cận vịnh Leyte, Philippines vào ngày 17 tháng 10. Nó hoạt động thả phao tiêu đánh dấu và phá mìn trong sáu ngày trước khi quay trở về Manus. Sau khi huấn luyện tại Manus, nó đi đến vịnh San Pedro vào ngày 1 tháng 1 năm 1945, nhưng lại lên đường một tháng sau đó để quay trở về Trân Châu Cảng rồi đến vùng bờ Tây cho những sửa chữa đang rất cần thiết, về đến San Francisco vào ngày 8 tháng 3. Đi đến Trân Châu Cảng vào ngày 8 tháng 5, nó được xếp lại lớp như một tàu phụ trợ với ký hiệu lườn AG-99 vào ngày 5 tháng 6, và được phân nhiệm vụ tháp tùng các tàu sân bay hộ tống trong khi chúng huấn luyện, hoạt động như tàu tuần tra chống tàu ngầm và canh phòng máy bay để huấn luyện không lực. Nó đi đến Guam cùng tàu sân bay hộ tống Vella Gulf (CVE-111) vào ngày 20 tháng 7, rồi sau đó hộ tống Vella Gulf đi Okinawa. Sau khi quay trở về Guam, nó hộ tống Sitkoh Bay (CVE-86) đi Samar, Philippines, đến nơi vào ngày 20 tháng 9.
Preble lên đường quay trở về Hoa Kỳ vào ngày 9 tháng 10, về đến Norfolk, Virginia vào ngày 20 tháng 11. Nó được cho xuất biên chế tại Xưởng hải quân Norfolk vào ngày 7 tháng 12 năm 1945. Tên nó được cho rút khỏi danh sách Đăng bạ Hải quân vào ngày 3 tháng 1 năm 1946, và nó được bán cho hãng Luria Brothers ở Philadelphia, Pennsylvania vào ngày 26 tháng 10 năm 1946 để tháo dỡ.

## Phần thưởng
Preble được tặng thưởng tám Ngôi sao Chiến trận do thành tích phục vụ trong Thế Chiến II.